# Saison 5 d'Awkward
Chronologie
Saison 4
Cet article présente le guide des épisodes de la cinquième et dernière saison de la série télévisée américaine Awkward.

## Distribution

### Acteurs principaux
- Ashley Rickards (VF : Alice Ley) : Jenna Hamilton
- Beau Mirchoff (VF : Nicolas Mattys) : Matty McKibben
- Brett Davern (VF : Grégory Praet) : Jake Rosati
- Molly Tarlov (VF : Mélissa Windal) : Sadie Saxton
- Jillian Rose Reed (VF : Julie Basecqz) : Tamara
- Nikki Deloach (VF : Nathalie Stas) : Lacey Hamilton
- Desi Lydic (VF : Véronique Biefnot) : Valerie Marks
- Greer Grammer : Lissa

### Acteurs récurrents et invités
- Jonathan Bennett : Ethan[1]
- Justin Prentice : Patrick[2]

## Épisodes

### Épisode 1:Le Canular
- États-Unis : 31 août 2015 sur MTV[3]
- France : 20 janvier 2016 sur MTV France[4]

### Épisode 2:Le Court-circuit
- États-Unis : 7 septembre 2015 sur MTV
- France : 20 janvier 2016 sur MTV France

### Épisode 3:Jenna au pays des merveilles
- États-Unis : 14 septembre 2015 sur MTV
- France : 27 janvier 2016 sur MTV France

### Épisode 4:La Déprime
- États-Unis : 21 septembre 2015 sur MTV
- France : 27 janvier 2016 sur MTV France

### Épisode 5:Les Fausses Fiançailles
- États-Unis : 28 septembre 2015 sur MTV
- France : 3 février 2016 sur MTV France

### Épisode 6:Le Rêve de Jenna
- États-Unis : 5 octobre 2015 sur MTV
- France : 3 février 2016 sur MTV France

### Épisode 7:La Révélation
- États-Unis : 12 octobre 2015 sur MTV
- France : 10 février 2016 sur MTV France

### Épisode 8:Une proposition indécente
- États-Unis : 19 octobre 2015 sur MTV
- France : 10 février 2016 sur MTV France

### Épisode 9:Dis non à la robe
- États-Unis : 26 octobre 2015 sur MTV
- France : 17 février 2016 sur MTV France

### Épisode 10:Le Bal de promo
- États-Unis : 2 novembre 2015 sur MTV
- France : 17 février 2016 sur MTV France

### Épisode 11:La Remise des diplômes
- États-Unis : 9 novembre 2015 sur MTV
- France : 24 février 2016 sur MTV France

### Épisode 12:La Soirée d'adieu
- États-Unis : 9 novembre 2015 sur MTV
- France : 24 février 2016 sur MTV France

### Épisode 13:Je me suis trouvée à la fac
- États-Unis : 15 mars 2016 sur MTV[16]

### Épisode 14:Mais que s'est-il passé l'an dernier?
- États-Unis : 22 mars 2016 sur MTV

### Épisode 15:Cercles d'amis
- États-Unis : 29 mars 2016 sur MTV

### Épisode 16:Une amitié en danger
- États-Unis : 5 avril 2016 sur MTV

### Épisode 17:Feu d'artifice
Pour les articles homonymes, voir Feu d'artifice (homonymie).
- États-Unis : 12 avril 2016 sur MTV
- France : 13 avril 2016 sur MTV

### Épisode 18:Introspection
- États-Unis : 19 avril 2016 sur MTV

### Épisode 19:Rencontre avec le succès
- États-Unis : 26 avril 2016 sur MTV

### Épisode 20:Dur, dur d'être babysitter
- États-Unis : 3 mai 2016 sur MTV

### Épisode 21:Vivre dans le pêché
- États-Unis : 10 mai 2016 sur MTV

### Épisode 22:Retour aux sources
- États-Unis : 17 mai 2016 sur MTV

### Épisode 23:Deuxièmes chances
- États-Unis : 24 mai 2016 sur MTV

### Épisode 24: Sentiers tracés
- États-Unis : 24 mai 2016 sur MTV